# Isotopes du plomb
Le plomb (Pb, numéro atomique 82) possède 38 isotopes connus, de nombre de masse variant de 178 à 215, ainsi que 46 isomères nucléaires. Quatre de ces isotopes, 204Pb, 206Pb, 207Pb et 208Pb, sont stables, ou du moins ont été observés stables jusqu'à présent, puisqu'ils sont tous soupçonnés de se désintégrer par désintégration α en isotopes du mercure correspondants, avec des demi-vies extrêmement longues. Le plomb 204 est entièrement un nucléide primordial et pas un nucléide radiogénique. Les isotopes plomb 206, plomb 207, et plomb 208 sont les produits finaux de trois chaînes de désintégration, respectivement la chaine de l'uranium (ou du radium, 4n+2), de l'actinium (4n+3) et du thorium (4n+0). Chacun de ces isotopes est aussi à un certain pourcentage un nucléide primordial, produits par les supernovas. Le ratio du plomb 204 vis-à-vis des autres isotopes primordiaux étant connu et stable, une variation peut servir à estimer la quantité supplémentaire d'isotopes radiogéniques présente dans la roche, produite par la désintégration de l'uranium et du thorium (voir Datation par le plomb-plomb (en) et Datation par l'uranium-plomb).
Les quatre isotopes stables 204Pb, 206Pb, 207Pb et 208Pb sont présents dans la nature, cinq radioisotopes sont aussi présents à l'état de trace. La masse atomique standard du plomb est de 207,2(1) u.
Parmi les 34 radioisotopes du plomb, les plus stables sont 205Pb avec une demi-vie d'environ ~15,3 millions d'années suivi de 202Pb avec une demi-vie d'environ ~53 000 années. Tous les radioisotopes naturels ont une demi-vie comprise entre 22 ans et 27 minutes. Lorsqu'il est totalement ionisé, l'isotope 205Pb devient stable.
Les radioisotopes les plus légers dont on connait le mode de désintégration (181Pb à 185Pb) se désintègrent principalement par désintégration α en isotopes du mercure. Au-delà, les isotopes plus lourds mais plus légers que les isotopes stables (187Pb à 200Pb) se désintègrent principalement par émission de positron (β+) en isotopes du thallium ; 186Pb est à la frontière entre les deux groupes, se désintégrant selon les deux modes. Les isotopes les plus proches des isotopes stables (201Pb, 202Pb, 203Pb et 205Pb) se désintègrent eux par capture électronique, également en isotopes du thallium.
Les six radioisotopes les plus lourds se désintègrent eux quasi exclusivement par désintégration β− en isotopes du bismuth.
En raison de la présence de plomb dans toutes les chaînes de désintégration majeures (séries du radium, du thorium et de l'actinium), plusieurs isotopes du plomb ont reçu des appellations historiques, aujourd'hui tombées en désuétude.

## Isotopes notables

### Plomb naturel
Le plomb a ceci de particulier qu'il est l'aboutissement des trois chaînes de désintégration radioactives présentes dans la nature : le 208Pb (majoritaire) est le produit de désintégration ultime, stable, du thorium 232, le 206Pb est celui de l'uranium 238, et le 207Pb est celui de l'uranium 235. Les quantités relatives des différents isotopes stables du plomb ont donc évolué au cours du temps, un phénomène à l'origine de la datation par le plomb-plomb (en). Les isotopes radiogéniques sont largement majoritaires.
Le plomb naturel est donc constitué des quatre isotopes stables 204Pb (le seul non radiogénique), 206Pb, 207Pb et 208Pb, ainsi que de traces des radioisotopes présents dans les trois chaînes de désintégration majeures : 209Pb comme produit de désintégration de clusters de 223Ra qui a lieu dans la chaîne de désintégration de 235U, 210Pb et 214Pb comme produits de désintégration intermédiaires de 238U, 211Pb comme produit de désintégration intermédiaire de 235U, et 212Pb comme intermédiaire dans la chaîne de désintégration du 232Th. Parmi ces radioisotopes, seul le plomb 210 (demi-vie de 22,2 années) est présent en quantités « appréciables » (quelques nanogrammes par tonne de roche) ; les autres ont tous des demi-vies trop courtes (quelques heures) pour être quantifiables dans le sol.
| Isotope | Abondance (pourcentage molaire) | Gamme de variation naturelle |
| ------- | ------------------------------- | ---------------------------- |
| 204Pb   | 1,4 (1) %                       | 1,04 - 1,65 %                |
| 206Pb   | 24,1 (1) %                      | 20,84 - 27,48 %              |
| 207Pb   | 22,1 (1) %                      | 17,62 - 23,65 %              |
| 208Pb   | 52,4 (1) %                      | 51,28 - 56,21 %              |

### Plomb 204
Le plomb 204 est l'un des quatre isotopes stables du plomb, le seul qui ne soit pas l'aboutissement d'une chaîne de désintégration radioactive majeure, et le plus rare dans la nature (moins de 2 %).

### Plomb 205
Avec une demi-vie de 15,3 Ma, le plomb 205 fait partie du petit groupe des radioactivités éteintes.

### Plomb 206
Le plomb 206 fait partie de la chaîne de désintégration du radium 226, il en constitue l'aboutissement stable. Il était historiquement appelé radium G.

### Plomb 207
Le plomb 207 fait partie de la chaîne de désintégration de l'uranium 235, il en constitue l'aboutissement stable. Il était historiquement appelé actinium D.

### Plomb 208
Le plomb 208 fait partie de la chaîne de désintégration du thorium 232, il en constitue l'aboutissement stable. Il était historiquement appelé thorium D. C'est l'isotope le plus abondant, représentant plus de la moitié du plomb naturel.

### Plomb 210
Le plomb 210, radioactif de période 22,26 a, fait partie de la chaîne de désintégration de l'uranium 238 (de période 4,47 Ga), via le radium 226 de période 1 600 a (210Pb a historiquement été appelé radium D ou radio-plomb au tout début du XXe siècle) et le radon 222 de période 3,82 j.
Le plomb 210 est présent naturellement dans la croûte terrestre (et dans les gisements de plomb) en raison de sa production à partir de l'uranium, et dans l'atmosphère en raison de sa production par le radon 222 atmosphérique (lui-même issu de l'uranium de la croûte). Il a aussi été produit en quantités importantes lors des essais nucléaires atmosphériques.
Dans certaines applications technologiques nécessitant des niveaux très bas de radioactivité, le plomb 210 interdit l'utilisation de plomb d'extraction récente. On peut alors voir l'utilisation de plomb archéologique.
La datation par le plomb 210 est une méthode de datation radiométrique.

### Plomb 211
Le plomb 211 fait partie de la chaîne de désintégration de l'uranium 235, il était historiquement appelé actinium B.

### Plomb 212
Le plomb 212 fait partie de la chaîne de désintégration du thorium 232, il était historiquement appelé thorium B. C'est un émetteur β− à demi-vie relativement courte (10,6 h), qui est considéré comme un candidat intéressant pour des applications en alpha-immunothérapie, comme précurseur du bismuth 212, de demi-vie 61 min et qui est émetteur alpha (primaire ou secondaire selon sa voie de désintégration).

### Plomb 214
Le plomb 214 fait partie de la chaîne de désintégration du radium 226, il était historiquement appelé radium B.

## Table des isotopes
| Symbole de l'isotope | Z (p)                | N (n)                | Masse isotopique (u) | Demi-vie                  | Mode(s) de désintégration, | Isotope(s) fils | Spin nucléaire |
| Symbole de l'isotope | Énergie d'excitation | Énergie d'excitation | Énergie d'excitation | Demi-vie                  | Mode(s) de désintégration, | Isotope(s) fils | Spin nucléaire |
| -------------------- | -------------------- | -------------------- | -------------------- | ------------------------- | -------------------------- | --------------- | -------------- |
| 178Pb                | 82                   | 96                   | 178,003830(26)       | 0,23(15) ms               |                            |                 | 0+             |
| 179Pb                | 82                   | 97                   | 179,00215(21)#       | 3# ms                     |                            |                 | 5/2-#          |
| 180Pb                | 82                   | 98                   | 179,997918(22)       | 4,5(11) ms                |                            |                 | 0+             |
| 181Pb                | 82                   | 99                   | 180,99662(10)        | 45(20) ms                 | α (98 %)                   | 177Hg           | 5/2-#          |
| 181Pb                | 82                   | 99                   | 180,99662(10)        | 45(20) ms                 | β+ (2 %)                   | 181Tl           | 5/2-#          |
| 182Pb                | 82                   | 100                  | 181,992672(15)       | 60(40) ms [55(+40-35) ms] | α (98 %)                   | 178Hg           | 0+             |
| 182Pb                | 82                   | 100                  | 181,992672(15)       | 60(40) ms [55(+40-35) ms] | β+ (2 %)                   | 182Tl           | 0+             |
| 183Pb                | 82                   | 101                  | 182,99187(3)         | 535(30) ms                | α (94 %)                   | 179Hg           | (3/2-)         |
| 183Pb                | 82                   | 101                  | 182,99187(3)         | 535(30) ms                | β+ (6 %)                   | 183Tl           | (3/2-)         |
| 183mPb               | 94(8) keV            | 94(8) keV            | 94(8) keV            | 415(20) ms                | α                          | 179Hg           | (13/2+)        |
| 183mPb               | 94(8) keV            | 94(8) keV            | 94(8) keV            | 415(20) ms                | β+ (rare)                  | 183Tl           | (13/2+)        |
| 184Pb                | 82                   | 102                  | 183,988142(15)       | 490(25) ms                | α                          | 180Hg           | 0+             |
| 184Pb                | 82                   | 102                  | 183,988142(15)       | 490(25) ms                | β+ (rare)                  | 184Tl           | 0+             |
| 185Pb                | 82                   | 103                  | 184,987610(17)       | 6,3(4) s                  | α                          | 181Hg           | 3/2-           |
| 185Pb                | 82                   | 103                  | 184,987610(17)       | 6,3(4) s                  | β+ (rare)                  | 185Tl           | 3/2-           |
| 185mPb               | 60(40)# keV          | 60(40)# keV          | 60(40)# keV          | 4,07(15) s                | α                          | 181Hg           | 13/2+          |
| 185mPb               | 60(40)# keV          | 60(40)# keV          | 60(40)# keV          | 4,07(15) s                | β+ (rare)                  | 185Tl           | 13/2+          |
| 186Pb                | 82                   | 104                  | 185,984239(12)       | 4,82(3) s                 | α (56 %)                   | 182Hg           | 0+             |
| 186Pb                | 82                   | 104                  | 185,984239(12)       | 4,82(3) s                 | β+ (44 %)                  | 186Tl           | 0+             |
| 187Pb                | 82                   | 105                  | 186,983918(9)        | 15,2(3) s                 | β+                         | 187Tl           | (3/2-)         |
| 187Pb                | 82                   | 105                  | 186,983918(9)        | 15,2(3) s                 | α                          | 183Hg           | (3/2-)         |
| 187mPb               | 11(11) keV           | 11(11) keV           | 11(11) keV           | 18,3(3) s                 | β+ (98 %)                  | 187Tl           | (13/2+)        |
| 187mPb               | 11(11) keV           | 11(11) keV           | 11(11) keV           | 18,3(3) s                 | α (2 %)                    | 183Hg           | (13/2+)        |
| 188Pb                | 82                   | 106                  | 187,980874(11)       | 25,5(1) s                 | β+ (91,5 %)                | 188Tl           | 0+             |
| 188Pb                | 82                   | 106                  | 187,980874(11)       | 25,5(1) s                 | α (8,5 %)                  | 184Hg           | 0+             |
| 188m1Pb              | 2578,2(7) keV        | 2578,2(7) keV        | 2578,2(7) keV        | 830(210) ns               |                            |                 | (8-)           |
| 188m2Pb              | 2800(50) keV         | 2800(50) keV         | 2800(50) keV         | 797(21) ns                |                            |                 |                |
| 189Pb                | 82                   | 107                  | 188,98081(4)         | 51(3) s                   | β+                         | 189Tl           | (3/2-)         |
| 189mPb               | 40(30)# keV          | 40(30)# keV          | 40(30)# keV          | 1# min                    | β+ (99,6 %)                | 189Tl           | (13/2+)        |
| 189mPb               | 40(30)# keV          | 40(30)# keV          | 40(30)# keV          | 1# min                    | α (0,4 %)                  | 185Hg           | (13/2+)        |
| 190Pb                | 82                   | 108                  | 189,978082(13)       | 71(1) s                   | β+ (99,1 %)                | 190Tl           | 0+             |
| 190Pb                | 82                   | 108                  | 189,978082(13)       | 71(1) s                   | α (0,9 %)                  | 186Hg           | 0+             |
| 190m1Pb              | 2614,8(8) keV        | 2614,8(8) keV        | 2614,8(8) keV        | 150 ns                    |                            |                 | (10)+          |
| 190m2Pb              | 2618(20) keV         | 2618(20) keV         | 2618(20) keV         | 25 µs                     |                            |                 | (12+)          |
| 190m3Pb              | 2658,2(8) keV        | 2658,2(8) keV        | 2658,2(8) keV        | 7,2(6) µs                 |                            |                 | (11)-          |
| 191Pb                | 82                   | 109                  | 190,97827(4)         | 1,33(8) min               | β+ (99,987 %)              | 191Tl           | (3/2-)         |
| 191Pb                | 82                   | 109                  | 190,97827(4)         | 1,33(8) min               | α (0,013 %)                | 187Hg           | (3/2-)         |
| 191mPb               | 20(50) keV           | 20(50) keV           | 20(50) keV           | 2,18(8) min               | β+ (99,98 %)               | 191Tl           | 13/2(+)        |
| 191mPb               | 20(50) keV           | 20(50) keV           | 20(50) keV           | 2,18(8) min               | α (0,02 %)                 | 187Hg           | 13/2(+)        |
| 192Pb                | 82                   | 110                  | 191,975785(14)       | 3,5(1) min                | β+ (99,99 %)               | 192Tl           | 0+             |
| 192Pb                | 82                   | 110                  | 191,975785(14)       | 3,5(1) min                | α (0,0061 %)               | 188Hg           | 0+             |
| 192m1Pb              | 2581,1(1) keV        | 2581,1(1) keV        | 2581,1(1) keV        | 164(7) ns                 |                            |                 | (10)+          |
| 192m2Pb              | 2625,1(11) keV       | 2625,1(11) keV       | 2625,1(11) keV       | 1,1(5) µs                 |                            |                 | (12+)          |
| 192m3Pb              | 2743,5(4) keV        | 2743,5(4) keV        | 2743,5(4) keV        | 756(21) ns                |                            |                 | (11)-          |
| 193Pb                | 82                   | 111                  | 192,97617(5)         | 5# min                    | β+                         | 193Tl           | (3/2-)         |
| 193m1Pb              | 130(80)# keV         | 130(80)# keV         | 130(80)# keV         | 5,8(2) min                | β+                         | 193Tl           | 13/2(+)        |
| 193m2Pb              | 2612,5(5)+X keV      | 2612,5(5)+X keV      | 2612,5(5)+X keV      | 135(+25-15) ns            |                            |                 | (33/2+)        |
| 194Pb                | 82                   | 112                  | 193,974012(19)       | 12,0(5) min               | β+ (100 %)                 | 194Tl           | 0+             |
| 194Pb                | 82                   | 112                  | 193,974012(19)       | 12,0(5) min               | α (7,3×10−6 %)             | 190Hg           | 0+             |
| 195Pb                | 82                   | 113                  | 194,974542(25)       | ~15 min                   | β+                         | 195Tl           | 3/2#-          |
| 195m1Pb              | 202,9(7) keV         | 202,9(7) keV         | 202,9(7) keV         | 15,0(12) min              | β+                         | 195Tl           | 13/2+          |
| 195m2Pb              | 1759,0(7) keV        | 1759,0(7) keV        | 1759,0(7) keV        | 10,0(7) µs                |                            |                 | 21/2-          |
| 196Pb                | 82                   | 114                  | 195,972774(15)       | 37(3) min                 | β+                         | 196Tl           | 0+             |
| 196Pb                | 82                   | 114                  | 195,972774(15)       | 37(3) min                 | α (3×10−5 %)               | 192Hg           | 0+             |
| 196m1Pb              | 1049,20(9) keV       | 1049,20(9) keV       | 1049,20(9) keV       | <100 ns                   |                            |                 | 2+             |
| 196m2Pb              | 1738,27(12) keV      | 1738,27(12) keV      | 1738,27(12) keV      | <1 µs                     |                            |                 | 4+             |
| 196m3Pb              | 1797,51(14) keV      | 1797,51(14) keV      | 1797,51(14) keV      | 140(14) ns                |                            |                 | 5-             |
| 196m4Pb              | 2693,5(5) keV        | 2693,5(5) keV        | 2693,5(5) keV        | 270(4) ns                 |                            |                 | (12+)          |
| 197Pb                | 82                   | 115                  | 196,973431(6)        | 8,1(17) min               | β+                         | 197Tl           | 3/2-           |
| 197m1Pb              | 319,31(11) keV       | 319,31(11) keV       | 319,31(11) keV       | 42,9(9) min               | β+ (81 %)                  | 197Tl           | 13/2+          |
| 197m1Pb              | 319,31(11) keV       | 319,31(11) keV       | 319,31(11) keV       | 42,9(9) min               | TI (19 %)                  | 197Pb           | 13/2+          |
| 197m1Pb              | 319,31(11) keV       | 319,31(11) keV       | 319,31(11) keV       | 42,9(9) min               | α (3×10−4 %)               | 193Hg           | 13/2+          |
| 197m2Pb              | 1914,10(25) keV      | 1914,10(25) keV      | 1914,10(25) keV      | 1,15(20) µs               |                            |                 | 21/2-          |
| 198Pb                | 82                   | 116                  | 197,972034(16)       | 2,4(1) h                  | β+                         | 198Tl           | 0+             |
| 198m1Pb              | 2141,4(4) keV        | 2141,4(4) keV        | 2141,4(4) keV        | 4,19(10) µs               |                            |                 | (7)-           |
| 198m2Pb              | 2231,4(5) keV        | 2231,4(5) keV        | 2231,4(5) keV        | 137(10) ns                |                            |                 | (9)-           |
| 198m3Pb              | 2820,5(7) keV        | 2820,5(7) keV        | 2820,5(7) keV        | 212(4) ns                 |                            |                 | (12)+          |
| 199Pb                | 82                   | 117                  | 198,972917(28)       | 90(10) min                | β+                         | 199Tl           | 3/2-           |
| 199m1Pb              | 429,5(27) keV        | 429,5(27) keV        | 429,5(27) keV        | 12,2(3) min               | TI (93 %)                  | 199Pb           | (13/2+)        |
| 199m1Pb              | 429,5(27) keV        | 429,5(27) keV        | 429,5(27) keV        | 12,2(3) min               | β+ (7 %)                   | 199Tl           | (13/2+)        |
| 199m2Pb              | 2563,8(27) keV       | 2563,8(27) keV       | 2563,8(27) keV       | 10,1(2) µs                |                            |                 | (29/2-)        |
| 200Pb                | 82                   | 118                  | 199,971827(12)       | 21,5(4) h                 | β+                         | 200Tl           | 0+             |
| 201Pb                | 82                   | 119                  | 200,972885(24)       | 9,33(3) h                 | CE (99 %)                  | 201Pb           | 5/2-           |
| 201Pb                | 82                   | 119                  | 200,972885(24)       | 9,33(3) h                 | β+ (1 %)                   | 201Tl           | 5/2-           |
| 201m1Pb              | 629,14(17) keV       | 629,14(17) keV       | 629,14(17) keV       | 61(2) s                   |                            |                 | 13/2+          |
| 201m2Pb              | 2718,5+X keV         | 2718,5+X keV         | 2718,5+X keV         | 508(5) ns                 |                            |                 | (29/2-)        |
| 202Pb                | 82                   | 120                  | 201,972159(9)        | 52,5(28)×103 a            | CE (99 %)                  | 202Tl           | 0+             |
| 202Pb                | 82                   | 120                  | 201,972159(9)        | 52,5(28)×103 a            | α (1 %)                    | 198Hg           | 0+             |
| 202m1Pb              | 2169,83(7) keV       | 2169,83(7) keV       | 2169,83(7) keV       | 3,53(1) h                 | TI (90,5 %)                | 202Pb           | 9-             |
| 202m1Pb              | 2169,83(7) keV       | 2169,83(7) keV       | 2169,83(7) keV       | 3,53(1) h                 | CE (9,5 %)                 | 202Tl           | 9-             |
| 202m2Pb              | 4142,9(11) keV       | 4142,9(11) keV       | 4142,9(11) keV       | 110(5) ns                 |                            |                 | (16+)          |
| 202m3Pb              | 5345,9(13) keV       | 5345,9(13) keV       | 5345,9(13) keV       | 107(5) ns                 |                            |                 | (19-)          |
| 203Pb                | 82                   | 121                  | 202,973391(7)        | 51,873(9) h               | CE                         | 203Tl           | 5/2-           |
| 203m1Pb              | 825,20(9) keV        | 825,20(9) keV        | 825,20(9) keV        | 6,21(8) s                 | TI                         | 203Pb           | 13/2+          |
| 203m2Pb              | 2949,47(22) keV      | 2949,47(22) keV      | 2949,47(22) keV      | 480(7) ms                 |                            |                 | 29/2-          |
| 203m3Pb              | 2923,4+X keV         | 2923,4+X keV         | 2923,4+X keV         | 122(4) ns                 |                            |                 | (25/2-)        |
| 204Pb                | 82                   | 122                  | 203,9730436(13)      | Observé stable            | Observé stable             | Observé stable  | 0+             |
| 204m1Pb              | 1274,00(4) keV       | 1274,00(4) keV       | 1274,00(4) keV       | 265(10) ns                |                            |                 | 4+             |
| 204m2Pb              | 2185,79(5) keV       | 2185,79(5) keV       | 2185,79(5) keV       | 67,2(3) min               |                            |                 | 9-             |
| 204m3Pb              | 2264,33(4) keV       | 2264,33(4) keV       | 2264,33(4) keV       | 0,45(+10-3) µs            |                            |                 | 7-             |
| 205Pb                | 82                   | 123                  | 204,9744818(13)      | 15,3(7)×106 a             | CE                         | 205Tl           | 5/2-           |
| 205m1Pb              | 2,329(7) keV         | 2,329(7) keV         | 2,329(7) keV         | 24,2(4) µs                |                            |                 | 1/2-           |
| 205m2Pb              | 1013,839(13) keV     | 1013,839(13) keV     | 1013,839(13) keV     | 5,55(2) ms                |                            |                 | 13/2+          |
| 205m3Pb              | 3195,7(5) keV        | 3195,7(5) keV        | 3195,7(5) keV        | 217(5) ns                 |                            |                 | 25/2-          |
| 206Pb,               | 82                   | 124                  | 205,9744653(13)      | Observé stable            | Observé stable             | Observé stable  | 0+             |
| 206m1Pb              | 2200,14(4) keV       | 2200,14(4) keV       | 2200,14(4) keV       | 125(2) µs                 |                            |                 | 7-             |
| 206m2Pb              | 4027,3(7) keV        | 4027,3(7) keV        | 4027,3(7) keV        | 202(3) ns                 |                            |                 | 12+            |
| 207Pb,               | 82                   | 125                  | 206,9758969(13)      | Observé stable            | Observé stable             | Observé stable  | 1/2-           |
| 207mPb               | 1633,368(5) keV      | 1633,368(5) keV      | 1633,368(5) keV      | 806(6) ms                 | TI                         | 207Pb           | 13/2+          |
| 208Pb                | 82                   | 126                  | 207,9766521(13)      | Observé stable            | Observé stable             | Observé stable  | 0+             |
| 208mPb               | 4895(2) keV          | 4895(2) keV          | 4895(2) keV          | 500(10) ns                |                            |                 | 10+            |
| 209Pb                | 82                   | 127                  | 208,9810901(19)      | 3,253(14) h               | β−                         | 209Bi           | 9/2+           |
| 210Pb                | 82                   | 128                  | 209,9841885(16)      | 22,20(22) a               | β− (100 %)                 | 210Bi           | 0+             |
| 210Pb                | 82                   | 128                  | 209,9841885(16)      | 22,20(22) a               | α (1,9×10−6 %)             | 206Hg           | 0+             |
| 210mPb               | 1278(5) keV          | 1278(5) keV          | 1278(5) keV          | 201(17) ns                |                            |                 | 8+             |
| 211Pb                | 82                   | 129                  | 210,9887370(29)      | 36,1(2) min               | β−                         | 211Bi           | 9/2+           |
| 212Pb                | 82                   | 130                  | 211,9918975(24)      | 10,64(1) h                | β−                         | 212Bi           | 0+             |
| 212mPb               | 1335(10) keV         | 1335(10) keV         | 1335(10) keV         | 5(1) µs                   |                            |                 | (8+)           |
| 213Pb                | 82                   | 131                  | 212,996581(8)        | 10,2(3) min               | β−                         | 213Bi           | (9/2+)         |
| 214Pb                | 82                   | 132                  | 213,9998054(26)      | 26,8(9) min               | β−                         | 214Bi           | 0+             |
| 215Pb                | 82                   | 133                  | 215,00481(44)#       | 36(1) s                   |                            |                 | 5/2+#          |

1. ↑  Abréviations :
CE : capture électronique ;
TI : transition isomérique.
2. ↑  Isotopes stables en gras ; en gras et italique ceux stables à notre échelle de temps.
3. 1 2 3  Utilisé dans la datation par le plomb-plomb (en).
4. ↑  Soupçonné de désintégration α en 200Hg avec une demi-vie supérieure à 140×1018 années.
5. ↑  Produit de désintégration final de la chaîne de désintégration 4n + 2 de l'uranium 238.
6. ↑  Soupçonné de désintégration α en 202Hg avec une demi-vie supérieure à 2,5×1021 années.
7. ↑  Produit de désintégration final de la chaîne de désintégration 4n + 3 de l'uranium 235 (plutonium 239).
8. ↑  Soupçonné de désintégration α en 203Hg avec une demi-vie supérieure à 1,9×1021 années.
9. ↑  Produit de désintégration final de la chaîne de désintégration 4n du thorium 232.
10. ↑  Nucléide le plus lourd observé stable, soupçonné de désintégration α en 204Hg avec une demi-vie supérieure à 2,6×1021 années.

### Remarques
- L'évaluation de la composition isotopique est valable pour la plupart des échantillons commerciaux, mais pas tous.
- La précision de l'abondance isotopique et de la masse atomique est limitée par des variations. Les échelles de variations données sont normalement valables pour tout matériel terrestre normal.
- Il existe des échantillons géologiques exceptionnels dont la composition isotopique est en dehors de l'échelle donnée. L'incertitude sur la masse atomique de tels spécimens peut excéder les valeurs données.
- Les valeurs marquées # ne sont pas purement dérivées des données expérimentales, mais aussi au moins en partie à partir des tendances systématiques. Les spins avec des arguments d'affectation faibles sont entre parenthèses.
- Les incertitudes sont données de façon concise entre parenthèses après la décimale correspondante. Les valeurs d'incertitude dénotent un écart-type, à l'exception de la composition isotopique et de la masse atomique standard de l'IUPAC qui utilisent des incertitudes élargies[4].